# Сапата, Кармен
Кармен Маргарита Сапата (исп. Carmen Margarita Zapata; 15 июля 1927, Нью-Йорк — 5 января 2014, Лос-Анджелес) — американская актриса.

## Биография
Кармен Сапата родилась в Нью-Йорке. Её отец был мексиканцем, а мать — аргентинкой. В 1946 году она дебютировала на Бродвее с хором из Оклахомы. В начале своей карьеры Сапата несколько лет работала комиком, выступая в ночных клубах и отелях по всей стране, а чтобы избежать дискриминации, использовала псевдоним Мардж Кэмерон.
Сапата сыграла в более чем в 100 фильмах и телесериалах, в том числе «Любовь по-американски» (1971—1973), «Женаты… с детьми» (1989), «Бэтмен» (1992, озвучивание), «Действуй, сестра» (1992), а также исполнила роль Кармен Кастильо в «Санта-Барбаре» (1985, 1988-1991). Сапата на протяжении девяти лет исполняла роль главной героини доньи Лус в детской двуязычной телепередаче Villa Alegre.
В 1972 году Сапата вместе с актёрами Рикардо Монтальбаном, Эдит Диас и Генри Дэрроу стала соучредителем Комитета по национальным меньшинствам Гильдии киноактёров США. В 1973 году Сапата вместе с актрисой, сценаристом и режиссёром кубинского происхождения Маргаритой Гальбан и художником-декоратором аргентинского происхождения Эстелой Скарлата основала Двуязычный фонд искусств (англ. The Bilingual Foundation of the Arts, BFA).
Кармен Сапата умерла 5 января 2014 года от проблем с сердцем.

## Награды
- Звезда на Аллее славы № 6357 (2 октября 2003 года)
- Women in Film Crystal Awards («Гуманитарная премия»; 1983 год)